# Miho Nonaka
Miho Nonaka (野中 生萌, Nonaka Mihō, Tóquio, 21 de maio de 1997) é uma escaladora japonesa.

## Carreira
Seu pai e sua irmã a apresentaram à escalada quando tinha nove anos de idade e competiu em sua primeira Copa do Mundo aos dezessete. Nonaka é uma das jovens escaladoras de maior sucesso no circuito da Copa do Mundo de Bouldering e recentemente começou a competir em velocidade. Nos Jogos Olímpicos de Verão de 2020, realizados em sua cidade-natal, Tóquio, conquistou a medalha de prata na prova de combinado feminino.